# Robby Langers
Robert Langers dit Robby Langers est un footballeur luxembourgeois né le 1er août 1960 à Luxembourg. Il mesure 1,78 m. Il évoluait au poste d'attaquant et a été international luxembourgeois (73 matchs, 8 buts).

## Biographie
En 1980, il effectue un stage avec le Borussia Mönchengladbach récent vainqueur de la Coupe UEFA. Troisième étranger sur les deux autorisés à l'époque, il joue une dizaine de matches. Il est alors repéré par le FC Metz qui l'engage en 1982. 
Il est aussitôt prêté à l'Olympique de Marseille alors en D2. C'est l'époque des minots[Quoi ?] avec Éric Di Meco, José Anigo. Il retourne à Metz pour une saison et seulement 7 matches. Metz le prête alors à Quimper, puis à Guingamp. Après six ans de contrat avec Metz, il rejoint Orléans en D2. C'est là qu'il se révèle. 
Avec Orléans il élimine en Coupe de France le PSG au Parc des Princes sur le score de 4-0. Le parcours s'arrête en quart de finale contre l'AS Monaco futur finaliste. Il termine meilleur buteur de D2 cette même saison avec 27 buts en 33 matches. L'OGC Nice le recrute et l'associe en attaque à Jules Bocandé. Malgré cette belle doublette offensive, Nice dispute les barrages. Contre le RC Strasbourg il réalise un grand match en inscrivant un quadruplé, aidant son équipe à balayer Strasbourg 6-0.
Mais l'OGC Nice subit une rétrogradation financière à la fin de la saison 90-91. Après un transfert raté au PSG, il rejoint l'AS Cannes. Il joue avec Luis Fernandez, Aljoša Asanović et le jeune Zinédine Zidane. Il quitte le club au bout d'une saison pour le club suisse d'Yverdon. Il rentre ensuite dans son club formateur où il met fin à sa carrière.

## Carrière
- 1978-1980  Union Luxembourg
- 1980-1982  Borussia Mönchengladbach
- 1982-1988  FC Metz
- → 1982-1983  Olympique de Marseille (prêt)
- → 1984-oct.1986  Stade Quimpérois (prêt)
- → oct.1986-1988  EA Guingamp (prêt)
- 1988-1989  US Orléans
- 1989-1991  OGC Nice
- 1991-1992  AS Cannes
- 1992-1993  Yverdon-Sport FC
- 1993-1994  Étoile Carouge FC
- 1994-1996  Eintracht Trier
- 1996-1997  F91 Dudelange
- 1997-1998  Union Luxembourg[1]

## Distinctions personnelles
- Meilleur buteur du championnat du Luxembourg lors de la saison 1979-1980 avec 26 buts
- Meilleur buteur du championnat de France de D2 lors de la saison 1988-1989 avec 28 buts
- Élu meilleur joueur luxembourgeois pour la troisième fois en 1989
- Le 1er septembre 2013, lors du dernier match de l'OGC Nice au stade du Ray (la Der du Ray), il est élu par les supporters niçois dans l'équipe du siècle de l'OGCN, aux côtés de Daniel Bravo, José Cobos entre autres...

## Source
- Marc Barreaud, Dictionnaire des footballeurs étrangers du championnat professionnel français (1932-1997), L'Harmattan, 1997.